# Другая Слободка (Петриковский район)
Другая Слободка (бел. Другая Слабодка) — деревня в Челющевичском сельсовете Петриковского района Гомельской области Беларуси.

## География

### Расположение
В 44 км на северо-восток от Петрикова, 25 км от железнодорожной станции Птичь (на линии Лунинец — Калинковичи), 183 км от Гомеля.

### Гидрография
На реке Птичь (приток реки Припять).

## Транспортная сеть
Транспортные связи по просёлочной, затем автомобильной дороге Новосёлки — Копаткевичи. Планировка состоит из чуть изогнутой улицы, ориентированной с юго-востока на северо-запад и застроенной двусторонне деревянными усадьбами.

## История
По письменным источникам известна с XIX века как деревня Слободка в Копаткевичской волости Мозырского уезда Минской губернии. Согласно переписи 1897 года действовали часовня, хлебозапасный магазин. В 1919 году открыта школа, которая размещалась в наёмном крестьянском доме. В 1930 году организован колхоз. 43 жителя погибли на фронтах Великой Отечественной войны. Согласно переписи 1959 года в составе совхоза «Челющевичи» (центр — деревня Челющевичи). Действовали начальная школа, библиотека.

## Население

### Численность
- 2004 год — 106 хозяйств, 222 жителя.

### Динамика
- 1834 год — 14 дворов, 66 жителей.
- 1897 год — 60 дворов, 430 жителей (согласно переписи).
- 1908 год — 77 дворов, 540 жителей.
- 1921 год — 106 дворов, 571 житель.
- 1925 год — 111 дворов.
- 1959 год — 372 жителя (согласно переписи).
- 2004 год — 106 хозяйств, 222 жителя.